# Filipe Delgado
Filipe Delgado é um cantor português, intérprete de pop e grandes baladas.

## Biografia
Residente na área de Lisboa, ganhou notoriedade depois da entrada do seu tema "Jamais Mesmo Lugar" na novela da TVI, “Meu Amor”, vencedora de um Emmy em 2010. No mesmo ano, Filipe Delgado concorreu ao Festival RTP da Canção, com o tema "Serei Eu Aqui", integrando na lista para a votação on-line, de onde passaram 24 às semifinais..
No ano de 2010, Filipe editou o seu primeiro álbum de originais, intitulado "Nunca Te Esquecerei", produzido pela discográfica Ovação.
Actualmente, encontra-se a finalizar a produção do seu 2º álbum de originais. O primeiro tema extraído, intitulado “Vidas Trocadas”, poderá já ser ouvido na mais recente novela da TVI, “Destinos Cruzados”. O tema em questão foi escrito pelo próprio autor da novela, António Barreira, e reúne já um bom conjunto de críticas.

## Discografia

### Álbuns de estúdio
- 2010- Nunca te Esquecerei (Ovação)

2014 - Abraça-me (Espacial)